# 2003 w Wojsku Polskim
Kalendarium Wojska Polskiego 2003 – wydarzenia w Wojsku Polskim w roku 2003.

## Styczeń
1 stycznia
- 15 Sieradzka Brygada Radioliniowo- Kablowa przyjęła nazwę 15 Sieradzka Brygada Wsparcia Dowodzenia

8 stycznia
- w Wyższej Szkole Oficerskiej Sił Powietrznych odbyło się szkolenie specjalistyczne służb systemu poszukiwania i ratownictwa statków powietrznych SAREX-03.

10 stycznia
- sekretarz generalny ONZ Kofi Annan wyznaczył gen. bryg. Franciszka Gągora na dowódcę misji obserwacyjnej UNIKOM, działającej na granicy iracko-kuwejckiej[1].

14 stycznia
- w Wojewódzkim Sztabie Wojskowym w Katowicach odbyło się ćwiczenie poświęcone planowaniu obrony aglomeracji miejsko-przemysłowej. Udział wzięli przedstawiciele policji, Straży Granicznej, Wojskowej Komendy Transportu, Generalnej Dyrekcji Dróg Krajowych i Autostrad oraz Śląskiego Okręgu Wojskowego

15 stycznia
- rozpoczął się drugi etap treningu sztabowego w 11 Dywizji Kawalerii Pancernej pod kryptonimem „Karpaty-03.
- na Morzu Bałtyckim rozpoczęły się ćwiczenia w ramach Partnerstwa dla Pokoju. Polskę reprezentowały ORP Flaming, ORP Gopło i ORP Wdzydze.
- oficerowie Wojskowego Korpusu Dyplomatycznego akredytowanego w Polsce zapoznali się z zadaniami jednostek malborskich (22 Baza Lotnicza, 42 elt oraz 1 elt

17 stycznia
- przed Grobem Nieznanego Żołnierza oraz na Cmentarzu-Mauzoleum Żołnierzy Armii Czerwonej w Warszawie oddano hołd poległym w walkach o stolicę w styczniu 1945

19 stycznia
- delegacja kadry dydaktycznej Wyższej Szkoły Oficerskiej Wojsk Lądowych złożyła wizytę w Królewskiej Akademii Wojskowej w Bredzie

21 stycznia
- podpisano „Program przebudowy i modernizacji technicznych Sił Zbrojnych na lata 2003-2008”[2]

22 stycznia
- delegacji 37 Brygady Lekkiej Piechoty Bundeswehry z Frankenberga przebywała w 15 Wielkopolskiej Brygadzie Kawalerii Pancernej

27 stycznia
- wydzielona grupa oficerów z 10 Brygady Kawalerii Pancernej wzięła udział w ćwiczeniu 7 Dywizji Pancernej Bundeswehry w Düsseldorfie

28 stycznia
- portal internetowy MON zmienił szatę i urozmaicił swą treść. Integralną jego częścią stał się wortal WP, informujący o sprawach socjalnych, szkolnictwie wojskowym, ofercie kulturalnej, sportowej i turystycznej[2]

31 stycznia
- ORP „Orzeł” oraz ORP „Generał Kazimierz Pułaski” wyszły w morze wraz z okrętami Sił Natychmiastowego Reagowania NATO STANAVFORLAND i wzięły udział w ćwiczeniu pod kryptonimem PASSEX-03.
- strażnicę w Gubinie połączono z Granicznymi Placówkami Kontrolnymi w Gubinie i Gubinku[3]

## Luty
3–9 lutego
- na Bałtyku trwały ćwiczenia Sił Natychmiastowego Reagowania NATO. Ćwiczono osłonę szlaków komunikacyjnych przed atakami okrętów podwodnych i lotnictwa morskiego, prowadzenie operacji pokojowych, bojowe strzelania artyleryjskie do celów nawodnych oraz działania w trudnych warunkach[2].

4–6 lutego
- delegacja holenderskiej 11 Brygady Aeromobilnej odwiedziła garnizony 11 Dywizji Kawalerii Pancernej[2]

5–6 lutego
- dowódcy pododdziałów 11 batalionu walki radioelektronicznej wzięli udział w kursie instruktorsko-metodycznym. Kurs poświęcony był m.in. wypracowaniu modelu szkolenia i kształtowania dyscypliny[2].

6 lutego
- dowódca Wielonarodowego Korpusu Północ-Wschód, gen. broni Zygmunt Sadowski, przekazał akty współpracy batalionom łączności Brygady Wsparcia Dowodzenia. Dokumentami wymienili się dowódcy niemieckiego 610 batalionu łączności z Rendsburga, duńskiego z Friderici i polskiego z Wałcza[2].

6 lutego
- zły stan techniczny i nieopłacalność dalszej eksploatacji spowodował, że na ORP „Puck” i ORP „Darłowo” opuszczono bandery[2]

9 lutego
- zespół Sił Natychmiastowego Reagowania zakończył tygodniowe ćwiczenia na Bałtyku.Tematem była „Operacja pokojowa w rejonie objętym kryzysem”[2].

11 lutego
- w Wojskowym Centrum Normalizacji, Jakości i Kodyfikacji w Warszawie, czołgi T-72M i PT-91A oraz pojazd zabezpieczenia technicznego WZT-3M jako pierwsze typy sprzętu bojowego Wojska Polskiego, otrzymały natowskie numery magazynowe[a][2]

12 lutego
- attaché obrony akredytowani w Warszawie odwiedzili 21 Brygadę Strzelców Podhalańskich i zapoznali się z metodami szkolenia żołnierzy przygotowującymi się do pełnienia misji pokojowych[2]

13–17 lutego
- w 1 Mazurskiej Brygadzie Artylerii trwało szkolenie rezerwy połączone z treningiem sztabowym pod kryptonimem „Srebrny Dąb 2003”[2]

14 lutego
- Minister Obrony Narodowej zatwierdził wzór odznaki pamiątkowej i legitymacji:

⇒ 9 Warmińskiego pułku rozpoznawczego w Lidzbarku Warmińskim
⇒ 2 Hrubieszowskiego pułku rozpoznawczego w Hrubieszowie
⇒ 14 batalionu usuwania zniszczeń lotniskowych
⇒ wojskowych jednostek organizacyjnych prokuratury
⇒ 1 Bazy Materiałowo-Technicznej w Toruniu
⇒ 2 Bazy Lotniczej w Bydgoszczy
⇒ nakazał dziedziczenie tradycji przez 2 dywizjon 152 mm ahs „Dana” 23 Śląskiej Brygady Artylerii w Bolesławcu
⇒ ustanowił doroczne Święto 1 Eskadry Lotnictwa Taktycznego „Warszawa” im. gen. bryg. pil. Stefana Pawlikowskiego w Mińsku Mazowieckim
15 lutego
- w Wojewódzkim Sztabie Wojskowym w Katowicach przeprowadzono szkolenie instruktażowo-metodyczne na temat „Zasady i kryteria oceny terenowych organów administracji wojskowej w ramach kontroli gotowości bojowej i mobilizacyjnej”[2].

17 lutego
- prezydent Aleksander Kwaśniewski podpisał ustawę o powszechnym ubezpieczeniu w Narodowym Funduszu Zdrowia, która m.in. zlikwidowała „kasę branżową”[2]
- przed Sądem Wojskowym w Gdyni rozpoczął się proces w sprawie kradzieży kilkudziesięciu pocisków przeciwpancernych i przeciwlotniczych, kilkuset granatów oraz ponad 10 tysięcy naboi z magazynów Marynarki Wojennej. Zarzuty kradzieży postawiono 65 osobom[2].

26 lutego
- ministrowie obrony Polski i Łotwy podpisali deklarację o przekazaniu łotewskiej armii z nadwyżek Wojska Polskiego sprzętu wojskowego, uzbrojenia i amunicji[2]

28 lutego
- zakończył się etap badań państwowych samobieżnego systemu przeciwlotniczego „Loara”[2]

## Marzec
3 marca
- żołnierze Batalionu Reprezentacyjnego Wojska Polskiego zastąpili przed Pałacem Prezydenckim w Warszawie funkcjonariuszy Biura Ochrony Rządu. Zaprzysiężenie warty odbywać się będzie codziennie o 8:50[2].

4 marca
- Komisja Akredytacyjna Uczelni Technicznych przyznała Akademii Marynarki Wojennej certyfikat jakości kształcenia[2]
- na bazie 1 dywizjonu artylerii samobieżnej przeprowadzono trening kierowania ogniem 16 Pomorskiego Pułku Artylerii[2]
- podczas pełnienia służby w ramach PKW Macedonia, zginęło dwóch żołnierzy z 1 Pułku Specjalnego z Lublińca: plut. Paweł Legencki i plut. Piotr Mikułowski, a dwóch innych zostało rannych. Podczas rutynowego patrolu, w miejscowości Sopot, samochód marki Honker, którym jechali, najechał na minę przeciwpancerną[12]

5 marca
- w dowództwie 1 Korpusu Zmechanizowanego rozmawiano z oficerami dowództw Wielonarodowego Korpusu Północ-Wschód ze Szczecina i 1 Niemiecko-Holenderskiego Korpusu z Münster[2]

5–7 marca
- w rejonie przygranicznym Polski i Niemiec odbyło się ćwiczenie pod kryptonimem „Wysoka Woda – Zima IV”. W szkoleniu wzięli udział oficerowie Wojewódzkiego Sztabu Wojskowego z Zielonej Góry i 85 Obwodowego Dowództwa Obrony z Frankfurtu n. Odrą oraz przedstawiciele jednostek pozamilitarnych województwa lubuskiego i landu Brandenburgii[2]

11 marca
- gośćmi pograniczników z przejścia granicznego w Gubinku było 20 funkcjonariuszy granicznych z Litwy i Azerbejdżanu, którzy przebywali na kursie oficerskim w Kętrzynie[3]

12 marca
- w Centrum Konferencyjnym MON odbyła się doroczna odprawa kierowniczej kadry resortu i sił zbrojnych[2].

17 marca
- prezydent Aleksander Kwaśniewski na wniosek Rady Ministrów podjął decyzję o udziale Polski w koalicji antyirackiej. Polski kontyngent wojskowy może liczyć maksymalnie 200 żołnierzy, 56-osobowy pododdział jednostki GROM, 74-osobowy wzmocniony pluton likwidacji skażeń z 4 Pułku Chemicznego, okręt logistyczny ORP „Kontradmirał X. Czernicki”[2].

21 marca
- w związku z rozpadem koalicji SLD-PSL-UP, premier Leszek Miller powołał Macieja Górskiego na stanowisko podsekretarza stanu ds. społecznych w MON[2]
- minister obrony narodowej polecił wytypować lotniska wojskowe, które w najbliższych 15 latach wojsko udostępni cywilom[2]

31 marca
- Wojskowy Sąd Okręgowy w Poznaniu uznał płk. Ryszarda Chwastka, za winnego złamania rozkazu i skazał go na karę roku więzienia w zawieszeniu na dwa lata, 3 tys. zł grzywny i obniżenie stopnia do podpułkownika[2]

## Kwiecień
1 kwietnia
- Rada Ministrów zaakceptowała wniosek Prezydenta Rzeczypospolitej Polskiej o użycie Polskiego Kontyngentu Wojskowego w operacji „Display Deterrence” w okresie 4 kwietnia do 30 września 2003 roku[13].
- holenderska 11 Brygada Aeromobilna ćwiczyła w ośrodkach szkolenia poligonowego Wojsk Lądowych Żagań i Wędrzyn. W ćwiczeniach pod kryptonimem „Polish Falcon 2003” uczestniczyły również pododdziały 25 Brygady Kawalerii Powietrznej[13].

2–11 kwietnia
- trwały ćwiczenia pod kryptonimem „Donośna Surma 2003”. Ćwiczyły oddziały podporządkowane bezpośrednio dowódcy 1 Korpusu Zmechanizowanego, 18 Pomorskiej Dywizji Zmechanizowanej w tym 20 Bartoszycka Brygada Zmechanizowana[13].

3 kwietnia
- Polski Kontyngent Wojskowy w byłej Jugosłowiańskiej Republice Macedonii zakończył działalność w ramach operacji NATO „Alied Harmony” i rozpoczął wykonywanie zadań w ramach operacji wojskowej Unii Europejskiej „Concordia”[13]

4 kwietnia
- podczas lotów na poligonie w Drawsku Pomorskim pilot śmigłowca Mi-24D z 49 Pułku Śmigłowców Bojowych podczas wykonywania manewru osłonowego zszedł za nisko uderzając łopatami wirnika nośnego w samochód terenowy, czego skutkiem było rozbicie maszyny. W wyniku katastrofy śmierć poniosły 3 osoby: technik pokładowy st. chor. sztab. Stanisław Berdzik, st. plut. Tomasz Kłosowski i znajdujący się w samochodzie st. plut. ndt. Wojciech Lewicki, a 6 innych zostało ciężko rannych[14]

10 kwietnia
- Premier RP Leszek Miller oświadczył, iż Stany Zjednoczone zaprosiły Polskę do udziału w konferencji dotyczącej odbudowy Iraku. Prezydent Stanów Zjednoczonych George Bush podziękował Prezydentowi RP Aleksandrowi Kwaśniewskiemu za udział polskich żołnierzy w operacji zbrojnej w Iraku[15]
- 9 pułk rozpoznawczy z Lidzbarka Warmińskiego otrzymał nazwę wyróżniającą „Warmiński”[16]
- w Drawsku Pomorskim zakończyły się ćwiczenia Wojsk Lądowych pod kryptonimem „Donośna Surma 2003” w których uczestniczyło ok. 5000 żołnierzy z 1 Korpusu Zmechanizowanego, 12 Dywizji Zmechanizowanej, 16 Dywizji Zmechanizowanej, 1 Pułku Specjalnego Komandosów, 49 Pułku Śmigłowców Bojowych, 4 Pułku Chemicznego, 5 Pułku Inżynieryjnego wspieranych przez kadrę z 1 Centrum Koordynacji Operacji Powietrznych

11 kwietnia
- w Kuala Lumpur, PHZ Bumar podpisał kontrakt na dostawę do Malezji 48 czołgów PT-91M, sprzętu i usług o wartości 368 min dolarów[13]

14 kwietnia
- dowódca Wojsk Lądowych gen. broni Edward Pietrzyk wyróżnił tytułem Wzorowy Pododdział Wojsk Lądowych: 1 batalion zmechanizowany SHIRBRIG (12 BZ), 1 batalion chemiczny (4 Pułk Chemiczny) oraz 3 Batalion Rozpoznawczy

15 kwietnia
- Wojskowe Zakłady Mechaniczne w Siemianowicach Śląskich podpisały kontrakt na dostawę kołowych transporterów opancerzonych AMV, opracowanych w fińskim zakładzie Patria Vehicles Oy. W latach 2003–2013 planowano dostarczyć 690 wozów dla Wojsk Lądowych[13]
- niszczyciel min ORP „Czajka” z 9. Flotylli Obrony Wybrzeża wszedł w skład stałego Zespołu Obrony Przeciwminowej NATO MCM FORNORTH[13]

17 kwietnia
- komendantem Wojskowej Akademii Technicznej został gen. bryg. prof. dr hab. inż. Bogusław Smólski[13]. Dotychczasowy komendant gen. dyw. prof. dr hab. inż. Andrzej Ameljańczyk odszedł na stanowisko szefa logistyki Wojsk Lądowych

18 kwietnia
- w Dęblinie podpisano trzy umowy związane z zakupem 48 myśliwców F-16 dla polskich sił zbrojnych: finansową, handlową i offsetową. Ta ostatnia przewiduje 48 projektów offsetowych o wartości 6 mld dolarów[13]

22 kwietnia
- podsekretarz stanu Ministerstwa Obrony Narodowej ds. społecznych Maciej Górski wręczył dowódcy 43 batalionowi saperów Marynarki Wojennej sztandar.

28 kwietnia
- na wodach cieśnin bałtyckich i Bałtyku Południowym trwały manewry państw NATO pod kryptonimem „Blue Game 2003”. Polską MW reprezentowały ORP „Mewa” i ORP „Czajka” z 9 Flotylli Obrony Wybrzeża oraz ORP Poznań z 8 Flotylli Obrony Wybrzeża[13].

## Maj
5–10 maja
- trwało ćwiczenie dowódczo-sztabowe 12 Szczecińskiej Dywizji Zmechanizowanej pod kryptonimem „Gryf 2003”. Było to pierwsze ćwiczenie, w którym pod polskim dowództwem znalazły się jednostki z innych krajów NATO[13][17].

13 maja
- dowódca Wojsk Lotniczych i Obrony Powietrznej gen. dyw. Ryszard Olszewski poinformował o dostosowanymi do wymogów NATO i Unii Europejskiej zasad zarządzania polską przestrzenią powietrzną[13].

17 maja
- zakończono opracowywanie struktur kontyngentu polskiego w Wielonarodowej Dywizji Centrum-Południe w Iraku. Liczebność kontyngentu ustalono na około 2500 żołnierzy. Dowództwo i sztab dywizji sformowano na bazie 12 Szczecińskiej Dywizji Zmechanizowanej[15].

21 maja
- prezes Rady Ministrów Leszek Miller przyjął grupę komandosów GROM, którzy zakończyli misję w Iraku, W rejonie Zatoki Perskiej pozostawał nadal Polski Kontyngent Wojskowy liczący około 150 żołnierzy[15].

22–23 maja
- w siedzibie Dowództwa Wojsk Lądowych odbyła się konferencja generowania sił[b] dotycząca skompletowania Wielonarodowej Dywizji Centrum-Południe[15].

28 maja
- prezydent Aleksander Kwaśniewski, wraz z wojskowymi przedstawicielami innych państw NATO, wizytował Dowództwo Marynarki Wojennej
- w Dowództwie Marynarki Wojennej przebywał prezydent Republiki Tadżykistanu Emamala Rahmanow

31 maja
- przebywający z wizytą w Polsce prezydent USA George W. Bush podziękował podczas przemówienia na Wawelu polskim żołnierzom za trud włożony w służbę w Iraku
- 1 Warszawska Dywizja Zmechanizowana otrzymała sztandar ufundowany przez koło Związku Byłych Żołnierzy Zawodowych i Oficerów Rezerwy Wojska Polskiego działające przy 1 DZ

## Czerwiec
- likwidacji uległa strażnica Żytowań, a rejon jej działania przejął w ochronę Graniczny Punkt Kontrolny Gubin[3]

2 czerwca
- rozpoczęły się polsko-szwedzkie manewry Crown Eagle 2003. Ze strony polskiej udział wzięły: ORP „Sokół” oraz ORP „Lech”
- zatwierdzono Planu wsparcia technicznego dla Polski jako dowodzącego siłami stabilizacyjnymi w jednej z czterech stref w Iraku
- minister obrony narodowej Jerzy Szmajdziński przebywał w Centrum Szkolenia Obrony Przeciwlotniczej w Koszalinie
- premier Polski Leszek Miller oraz Danii Anders Rasmussen gościli w siedzibie sztabu Wielonarodowego Korpusu Północ-Wschód w Szczecinie[13]
- w Świdwinie rozpoczęły się polsko-francuskie ćwiczenia pk. Chopin-2003. Udział w ćwiczeniach wzięła 40 Eskadra Lotnictwa Taktycznego oraz piloci Jaguarów z francuskich sił powietrznych[13]
- w polskiej strefie odpowiedzialności w Bośni i Hercegowinie, zakończono akcję zbierania nielegalnie posiadanej broni oraz materiałów wybuchowych pod kryptonimem „Active Harvest”[13]

3 czerwca
- Rada Ministrów zaakceptowała wniosek prezydenta RP o użycie Polskiego Kontyngentu Wojskowego w międzynarodowych siłach stabilizacyjnych w Iraku
- rozpoczął wizytę dowódca królewskich Sił Powietrznych Norwegii gen. mjr. Tomas Colin Archer połączoną ze spotkaniem z zastępcą szefa Sztabu Generalnego gen. dyw. Lechem Konopką oraz wizytacją Centrum Operacji Powietrznych, 33 Bazy Lotnictwa Transportowego, a także Wyższej Szkoły Oficerskiej Sił Powietrznych

4 czerwca
- sztandar ufundowany przez mieszkańców powiatu brzeskiego wręczony został dowódcy 2 batalionu ratownictwa inżynieryjnego
- początek dwudniowej wizyty komendanta Korpusu Piechoty Morskiej gen. Michaela W. Hangee w Dowództwie Marynarki Wojennej w Gdyni
- Rząd RP zaakceptował użycie Polskiego Kontyngentu Wojskowego w Iraku[15]

6 czerwca
- Szkole Podstawowej nr 3 w Złocieńcu nadano imię Żołnierza Polskiego
- podsekretarz stanu Ministerstwa Obrony Narodowej Maciej Górski podpisał wraz z płk. dr. Jerzym Górskim porozumienie o współpracy z Jeleniogórskim Stowarzyszeniem Żołnierzy Radiotechników „Radar”
- na terenie poligonu w Drawsku Pomorskim oraz lotnisku w Mirosławcu rozpoczęły się ćwiczenia pod kryptonimem „Immediate Response”. Sprawdzano systemy dowodzenia z wykorzystaniem wsparcia komputerowego[13]. W szkoleniu udział wzięła: 6 Brygada Desantowo-Szturmowa oraz Siły do Zadań Specjalnych Europy Południowej. Ćwiczeniem dowodził dowódca SETAF – gen. dyw. Thomas R. Turner

7 czerwca
- polski pluton chemiczny stacjonujący w Jordanii przegrupował się do Polskiego Kontyngentu Wojskowego w Iraku

8 czerwca
- biskup polowy Wojska Polskiego gen. dyw. Sławoj Leszek Głódź poświęcił kościół garnizonowego pw. Wniebowstąpienia Pańskiego w Świdwinie

9 czerwca
- do Iraku wyleciała Grupa Przygotowawcza Polskiego Kontyngentu Wojskowego pod dowództwem ppłk. Janusza Adamczaka[15]

11 czerwca
- 26 oficerów i podoficerów z 12 Szczecińskiej Dywizji Zmechanizowanej odleciało do Polskiego Kontyngentu Wojskowego w Iraku

21 czerwca
- na Litwie zakończyło się międzynarodowe ćwiczenie pod kryptonimem „Amber Hope 2003”[13]. Wojsko Polskie reprezentowane było przez pododdziały 15 BZ

24 czerwca
- w Berlinie podpisano dokument o przejęciu od Luftwaffe, za symboliczną kwotę 1 euro, 23 myśliwców MiG-29[13]
- w Berlinie sygnowano umowę o współpracy logistycznej z Niemcami, która zapewni zdolność operacyjną przekazanych Polsce 128 czołgów Leopard-2 A4[13]

26 czerwca
- odbyło się pierwsze oficjalne spotkanie Związku Byłych Żołnierzy Zawodowych z żołnierzami rezerwy Bundeswehry, którzy pochodzili z Wisselhörede[18]

29 czerwca
- ustalono skład Wielonarodowej Dywizji Centrum-Południe. Przewidywano, że służyć będzie w niej około 9,5 tys. żołnierzy z 15 krajów, podzielonych na 3 brygady – hiszpańską, polską i ukraińską i 12 batalionów operacyjnych. Trzon polskiego kontyngentu stanowić miały pododdziały sformowane na bazie 12 Brygady Zmechanizowanej, 10 Brygady Kawalerii Pancernej, 5 pułku inżynieryjnego, 10 Brygady Logistycznej, 15 Brygady Wsparcia Dowodzenia, 25 Brygady Kawalerii Powietrznej oraz Szpitala Misji Pokojowych. Polscy żołnierze wyjeżdżać mieli „na ochotnika”, a w Iraku służyć 6 miesięcy[13].

## Lipiec
2 lipca

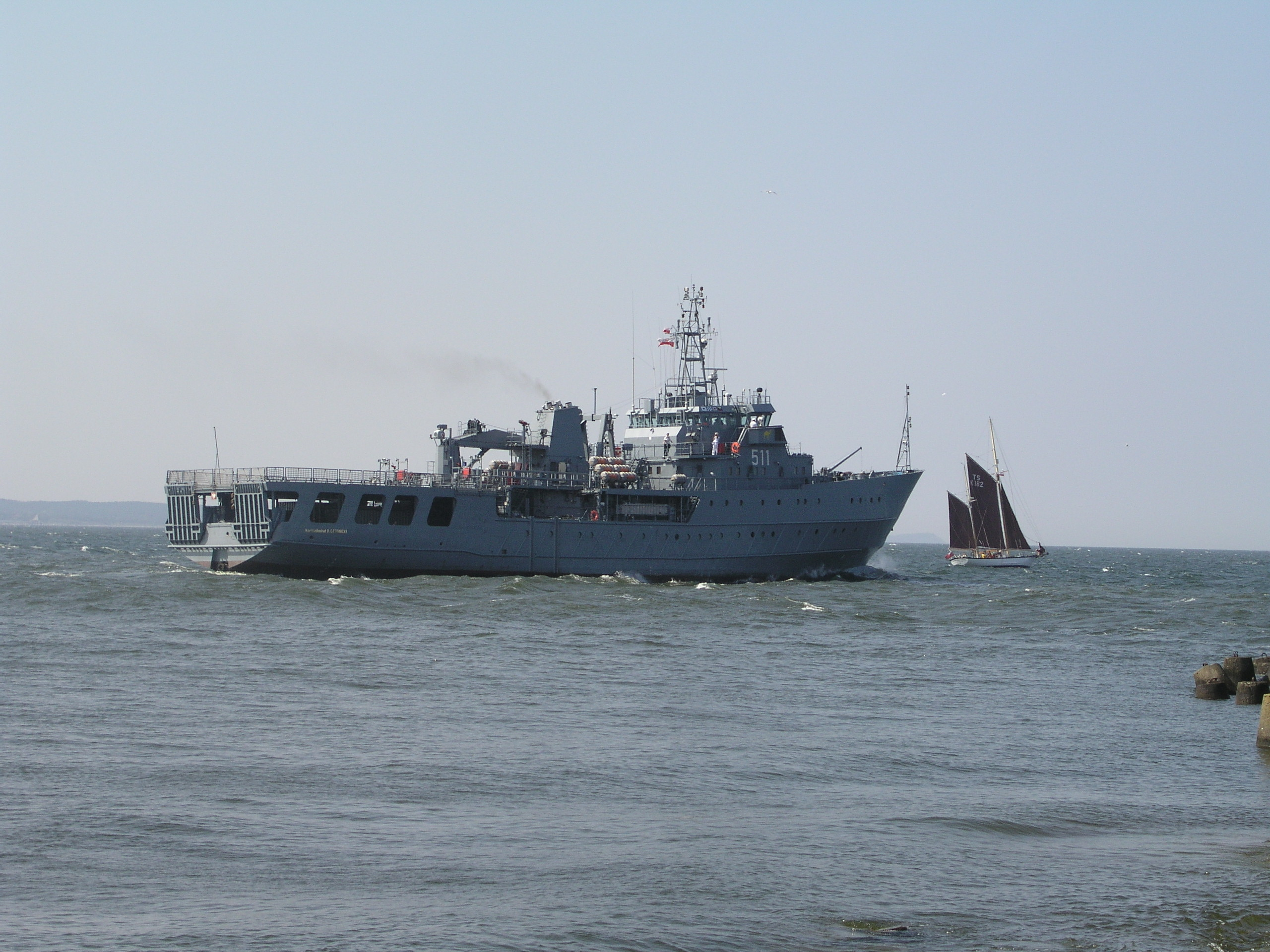
ORP „Czernicki”

- 1 batalion remontowy otrzymał nazwę wyróżniającą „Łomżyński”[19]

5 lipca
- w Gdańsku odbyła się promocja absolwentów Wojskowego Liceum Muzyczne im. Karola Kurpińskiego. Promował zastępca dowódcy Pomorskiego Okręgu Wojskowego gen. bryg. Zenon Werner

7 lipca
- okręt wsparcia logistycznego ORP „Kontradmirał Xawery Czernicki” wziął udział w akcji ratowania tonącego kuwejckiego kutra rybackiego
- do bazy w Babilonie przybył dowódca polskiej dywizji sił stabilizacyjnych gen. dyw. Andrzej Tyszkiewicz z 250-osobowągrupą inicjatywną. Jej zadaniem będzie przygotowanie odpowiednich warunków stacjonowania dla sił głównych, których przerzut w rejon Zatoki Perskiej zaplanowano na w połowę lipca[20].

7–8 lipca
- dowództwo niemieckiej 31 Brygady Powietrznodesantowej złożyło wizytę w 6 Brygadzie Desantowo-Szturmowej[13]
- do 10 Brygady Kawalerii Pancernej w Świętoszowie trafiła kolejna partia sprzętu bojowego z Niemiec[20]

9 lipca
- gen. broni dr Józef Flis przejął od gen. dyw. prof. dr. hab. Bolesława Balcerowicza obowiązki komendanta-rektora Akademii Obrony Narodowej[20]
- attaché obrony Królestwa Niderlandów płk Marinus Kamphuis wizytował Centrum Szkolenia Wojsk Lotniczych i Obrony Powietrznej w Koszalinie oraz Centralny Poligon Wojsk Lotniczych i Obrony Powietrznej w Ustce
- na Pomorzu trwały wspierane komputerowo ćwiczenie dowódczo-sztabowe pod kryptonimem „Immediate Response 2003” z udziałem ponad dwustu polskich i amerykańskich żołnierzy[20].

10 lipca
- Minister Obrony Narodowej:

⇒ zatwierdził wzór odznaki pamiątkowej Wojskowego Ośrodka Farmacji i Techniki Medycznej w Celestynowie
⇒ nadał imię mjr. Bolesława Waligóry i zatwierdził wzór odznaki pamiątkowej Centralnego Archiwum Wojskowego w Warszawie
- w Warszawie spotkali się ministrowie obrony narodowej Polski i Uzbekistanu: Jerzego Szmajdzińskiego i Kadiri Gułamow. Uzbecki minister zaproponował udostępnienie podhalańczykom wysokogórskich poligonów w Uzbekistanie[20].

10–12 lipca
- delegacja 15 Wielkopolskiej Brygady Kawalerii Pancernej uczestniczyła w szkoleniu 37 Lekkiej Brygady Piechoty we Frankenbergu[20]

11 lipca
- Sejm uchwalił ustawę o służbie wojskowej żołnierzy zawodowych (Dz.U. z 2003 r. nr 179, poz. 1750)
- gen. dyw. Mieczysław Cieniuch awansował ze stanowiska szefa Generalnego Zarządu Planowania Strategicznego na I zastępcę szefa Sztabu Generalnego Wojska Polskiego
- kadm. Tomasz Mathea po powrocie z podyplomowych studiów operacyjno-strategicznych w waszyngtońskim Uniwersytecie Obrony awansował na szefa Generalnego Zarządu Planowania Strategicznego

12 lipca
- fregaty rakietowej ORP „Generał Kazimierz Pułaski” wzięła udział w ćwiczeniach okrętów wchodzących w skład Sił Natychmiastowego Reagowania NATO; okręty operowały z brytyjskiej bazy morskiej w Plymouth

14 lipca
- na poligonie na terenie Ukrainy trwały manewry wojskowe o kryptonimie „Tarcza Pokoju 2003” przeprowadzone w ramach Partnerstwa dla Pokoju. Wzięło w nich udział ponad 1 000 żołnierzy z 23 krajów, w tym z Polski[20]

14–18 lipca
- oficerowie wrocławskiego Wojewódzkiego Sztabu Wojskowego odbyli praktykę dowódczo-sztabową w 76 VBK w Dreźnie[20].
- w Wojewódzkim Sztabie Wojskowym i 11 Rejonowej Bazie Materiałowej w Olsztynie przeprowadzono ćwiczenie dowódczo-sztabowe pod kryptonimem „Słoneczny Topaz 2003”. Doskonalono m.in. procedury pracy sztabów i dowództw w czasie pokoju i kryzysu[20].

15 lipca
- admirał Robert Natter (dowódca US NAVY – dowódca US NAVY na Atlantyk) przebywał z dwudniową wizytą w Centrum Operacji Morskich, 3 Flotylli Okrętów, Brygadzie Lotnictwa Marynarki Wojennej oraz w Akademii Marynarki Wojennej w Gdyni

17 lipca
- początek czterodniowej wizyty fregaty indyjskiej „Trishul” w Gdyni
- podpisanie porozumienia o współpracy MON i TVP3 podpisane przez wiceministra ds. społecznych Macieja Górskiego oraz dyrektora Oddziału Telewizji Polskiej w Warszawie Ryszarda Pacławskiego, porozumienie dotyczy informowania o przemianach zachodzących w SZ RP i NATO
- zgodnie z rozporządzeniem Ministra Obrony Narodowej poborowi z wykształceniem podstawowym, skazani za przestępstwo lub mający na utrzymaniu rodzinę nie będą wcielani do wojska, lecz przenoszeni do rezerwy[20].

18 lipca
- wizyta albańskiego ministra obrony narodowej Pandeli Majko i spotkanie z Jerzym Szmajdzińskim zakończone podpisaniem porozumienia międzynarodowego dotyczącego współpracy w dziedzinie obronności
- wizyta Dowódcy Marynarki Wojennej Republiki Indonezji admirała Bernarda Kenta w Dowództwie Marynarki Wojennej połączona ze spotkaniem z adm. Ryszardem Łukasikiem oraz odwiedzeniem Brygady Lotnictwa Marynarki Wojennej, 3. Flotylli Okrętów oraz zakładów przemysłowych na Wybrzeżu pracujących na rzecz polskiej MW
- uroczyste przekazanie pamiątek po żołnierzach Polskich Sił Zbrojnych na Zachodzie, które przypłynęły z Wielkiej Brytanii żaglowcem MW ORP „Iskra”

26 lipca
- wylot pierwszej grupy Polskiego Kontyngentu Wojskowego SFOR do Bośni

28 lipca
- uruchomiono nowy numer wojskowego telefonu zaufania

31 lipca
- Komendantem Głównym Żandarmerii Wojskowej przestał być gen. dyw. Jerzy Słowiński
- Sejmowa Komisja ds. Służb Specjalnych potwierdziła udział Wojskowych Służb Informacyjnych w nielegalnym handlu bronią w latach 1993–1997[20]

## Sierpień
- Komendantem Głównym Żandarmerii Wojskowej został gen. dyw. Bogusław Pacek
- w Moskwie, na zaproszenie Organizacji Weteranów Wojny i Służby Wojskowej, przebywała grupa lotników WLOP. polscy lotnicy odsłonili pomnik 1 plm upamiętniający jego stacjonowanie na lotnisku w Grigoriewskoje

1–5 sierpnia
- dowódca Wielonarodowej Dywizji Centrum-Południe generał dywizji Andrzej Tyszkiewicz w obecności przedstawicieli Dowództwa Wielonarodowych Połączonych Sił Zadaniowych 7[c] – generała dywizji Keitha Staldera oraz generała dywizji Roberta Williamsa otworzył ćwiczenia dowódczo-sztabowe pod kryptonimem „Common Thrust”. Ćwiczono procedury działania: przestrzeganie porządku dnia[d], redagowanie i wydanie rozkazu, działanie systemu meldunkowego podwładny-przełożony, planowanie działalności bieżącej, w tym użycie lotnictwa[e] oraz zaangażowanie sił szybkiego reagowania[f], a także doskonalić procedury CIMIC oraz system łączności i wsparcia logistycznego[15].

4 sierpnia
- wyleciała druga grupa Polskiego Kontyngentu Wojskowego SFOR do Bośni

5 sierpnia
- rozpoczęła się XII pielgrzymka wojskowa na Jasną Górę; udział wzięło 2 500 żołnierzy i pracowników wojska[g])

10 sierpnia
- Cały polski kontyngent, który miał uczestniczyć w stabilizacji powojennego Iraku, przebył nad Zatoką Perską. Na pokładach amerykańskich samolotów odleciało do Kuwejtu 2 tysiące polskich żołnierzy oraz ponad 200 innych narodowości. Po aklimatyzacji personel Wielonarodowej Dywizji Centralno-Południowej przemieścił się do koszar w pięciu prowincjach środkowego Iraku[20].
- z Kuwejtu do Iraku przemieszczono pierwszy konwój sił głównych, liczący 144 polskich żołnierzy[15].
- po przybyciu do Kuwejtu wyczarterowanego kontenerowca MV Lince z polskim sprzętem wojskowym rozpoczęto jego rozładunek[15].

13 sierpnia
- gen. dyw. Franciszek Gągor objął dowództwo nad siłami UNDOF[20]

14 sierpnia
- ministrowie obrony narodowej Polski i Ukrainy Jerzy Szmajdziński i Jewhen Marczuk podpisali protokół do bilateralnego porozumienia o współpracy wojskowej w sprawie współpracy 13 eskadry lotnictwa transportowego z 243 mieszanym pułkiem lotnictwa transportowego ze Lwowa
- rozpoczęła się czterodniowa wizyta delegacji 1 Brygady Zmechanizowanej Bundeswehry z Hildesheim w 34 Brygadzie Kawalerii Pancernej

15 sierpnia
- podczas uroczystych obchodów Święta Wojska Polskiego awanse na stopnie generalskie otrzymali:

na stopień generała broni: gen. dyw. Mieczysław Cieniuch
na stopień admirała floty: wadm. Jędrzej Czajkowski
na stopień generała dywizji: gen. bryg. Tadeusz Bałachowicz, Andrzej Baran, Andrzej Ekiert, Franciszek Gągor, Roman Iwaszkiewicz, Krzysztof Juniec, Ryszard Lackner, Marian Mainda, Lech Majewski, Piotr Makarewicz, Marek Samarcew
na stopień wiceadmirała: kadm. Marek Brągoszewski, Tomasz Mathea
na stopień generała brygady: płk Stanisław Babiak, Piotr Czerwiński, Zygmunt Duleba, Ryszard Gruszka, Michał Jackiewicz, Kazimierz Jaklewicz, Roman Kiecha, Janusz Lalka, Paweł Nowak, Marek Ojrzanowski, Bogusław Pacek, Janusz Palus, Edward Pawlica, Romuald Ratajczak, Henryk Skarżyński, Krzysztof Szymański, Andrzej Szymonik, Jerzy Zatoński
16 sierpnia
- ORP „Flaming” wszedł w skład sił obrony NATO MCM FORNORTH, gdzie operował na Atlantyku, Morzu Bałtyckim i w cieśninach bałtyckich[20]; do portu macierzystego powrócił 5 października

16–25 sierpnia
- 13 eskadra lotnictwa transportowego otrzymała pierwsze samoloty CASA C-295M. Łącznie hiszpański koncern miał przekazać 8 samolotów wraz z kompletnym zestawem logistycznym[20]

18 sierpnia
- do kraju powrócili żołnierze Polskiego Kontyngentu Wojskowego „Jordania”. Zajmowali się oni badaniem próbek dostarczanych przez armię amerykańską i stanowili odwód na wypadek użycia broni chemicznej[20]
- zakończył się przerzut do Iraku, do prowincji Wasit w polskiej strefie odpowiedzialności, ukraińskiego kontyngentu złożonego z 1651 żołnierzy. Dowódca kontyngentu gen. bryg. Anatołyj Sobora został zastępcą dowódcy WDCP[15]

19 sierpnia
- w Wieku Morskim trwały ćwiczenia pododdziałów przeciwlotniczych 12 i 16 Dywizji Zmechanizowanych pod kryptonimem „Zielony Świerk 2003”, połączone z rakietowymi strzelaniami bojowymi[20]. Podczas ćwiczeń omyłkowo doszło do zestrzelenia rakietą Kub z 13 Elbląskiego pułku przeciwlotniczego samolotu Su-22 pilotowanego przez ppłk. pil. Andrzeja Andrzejewskiego
- dowódca WDCP gen. dyw. Andrzej Tyszkiewicz potwierdził wiadomość, że sąsiadująca z Bagdadem północna część prowincji Babil, jednej z pięciu prowincji leżących w polskiej strefie odpowiedzialności, pozostanie pod kontrolą Amerykanów[15]

20 sierpnia
- rozpoczęła się wizyta szefa Sztabu Generalnego Sił Zbrojnych Słowacji gen. por. Milana Cerowsky’ego u szefa Sztabu SZ RP gen. Czesława Piątasa, rozmowy na temat utworzenia korpusu czesko-polsko-słowackiego oraz wizytacja 2 Korpusu Zmechanizowanego
- Taktyczne Centrum Operacyjne rozpoczęło pracę w systemie całodobowym. Praktycznie wdrożono wcześniej opracowane procedury oraz sprawdzono funkcjonowanie zgodnie z nimi Centrum[15].

23 sierpnia
- rozpoczęło się luzowanie pododdziałów marines przez siły 1 Brygadowej Grupy Bojowej dowodzonej przez gen. bryg. Marka Ojrzanowskiego[15].

25 sierpnia
- Marynarka Wojenna wzbogaciła się dwa, zamówione w Stanach Zjednoczonych, wielozadaniowe śmigłowce pokładowe Kaman SH-2G Super Seasprite[20]
- Wojskowa Prokuratura Okręgowa w Warszawie umorzyła śledztwo w sprawie domniemanego zmuszania oficerów Wojskowych Służb Informacyjnych do stawiania fałszywych zarzutów wobec przełożonych. Według gazety „Życie Warszawy”, fabrykowane informacje miały służyć czystkom w wojskowych speesłużbach[20].

27 sierpnia
- Wyższa Szkoła Oficerska Wojsk Lądowych we Wrocławiu otrzymała imię generała Tadeusza Kościuszki[23]
- minister ON Jerzy Szmajdziński nadał tytuł honorowy Zasłużonego Pilota Wojskowego:

gen. dyw. pil. Franciszkowi Maciole, płk. pil. Władysławowi Wołkowskiemu, płk. pil. Ryszardowi Andryszczakowi, płk. pil. Zenonowi Kidzie, kmdr. pil. Andrzejowi Nurskiemu, ppłk. pil. Januszowi Sawickiemu, ppłk. pil. Krzysztofowi Fabianowiczowi, ppłk. pil. Januszowi Niewiadomemu, kmdr. por. pil. Zbigniewowi Pankowi, kmdr. por. pil. Marianowi Durasiewiczowi, mjr. pil. Romualdowi Bendarczykowi, mjr. pil. Bogusławowi Mrozkowi, mjr. pil. Stanisławowi Musiałowi
28 sierpnia
- delegacja 11 Dywizji Kawalerii Pancernej została zaproszona na tradycyjny biwak dowódcy 13 Dywizji Grenadierów Pancernych Bundeswehry z Lipska

30 sierpnia
- rozpoczął się Air Show 2003 w Radomiu
- na terenie 21 Brygady Strzelców Podhalańskich pożegnano żołnierzy polsko-ukraińskiego batalionu POLUKRBAT, udającego się do Polskiego Kontyngentu Wojskowego Sił Pokojowych KFOR w Kosowie[20].
- premier Leszek Miller pożegnał ponad 90-osobową grupę żołnierzy odlatujących do Iraku. Znaczną jej część stanowili znawcy problematyki arabskiej i tłumacze[20].

## Wrzesień
1 września
- 11 Dywizja Kawalerii Pancernej im. Króla Jana III Sobieskiego w Żaganiu otrzymała nazwę wyróżniającą „Lubuska”[24]

3 września
- podczas uroczystości w Babilonie dowódca WDCP, gen. dyw. Andrzej Tyszkiewicz przejął od amerykańskiego gen. Jamesa Conwaya odpowiedzialność za centralno-południową strefę Iraku[15].

3–15 września
- przeprowadzono operację „Long-street” polegającą na blokowaniu przestępczych grup przenikających z północy prowincji Babil w kierunku południowym i południowo-wschodnim. Siły WDCP przeprowadziły 900 przeszukań pojazdów. Zatrzymano 150 osób, skonfiskowano 47 karabinków AK-47, granatnik RPG-7,4 pistolety, ponad 1100 pocisków artyleryjskich oraz amunicję strzelecką różnego kalibru. Ponadto odzyskano 63 kg materiału wybuchowego[15].

5–19 września
- na terytorium Polski przeprowadzone zostało ćwiczenie pod kryptonimem „Air Meet 2003”, zorganizowane przez Północne Dowództwo Sojuszniczych Sił Powietrznych NATO w Ramstein. Wzięło w nim udział 1700 żołnierzy Belgii, Kanady, Czech, Niemiec, Francji, Turcji, Grecji, Węgier, Norwegii, Portugalii, Hiszpanii, Stanów Zjednoczonych i Polski[20].

6 września
- została utworzona grupa pod dowództwem płk. Eugeniusza Przeniosły, która miała za zadanie dokonanie kontrolowanego zakupu zgłoszonych przez obywateli Iraku przenośnych przeciwlotniczych zestawów rakietowych Strzała-2. Zakupiono dwie wyrzutnie bojowe bez pocisków. Pozostałe okazały się wyrzutniami treningowymi. Wszystkie zostały zniszczone w wyznaczonym miejscu[15].

8 września

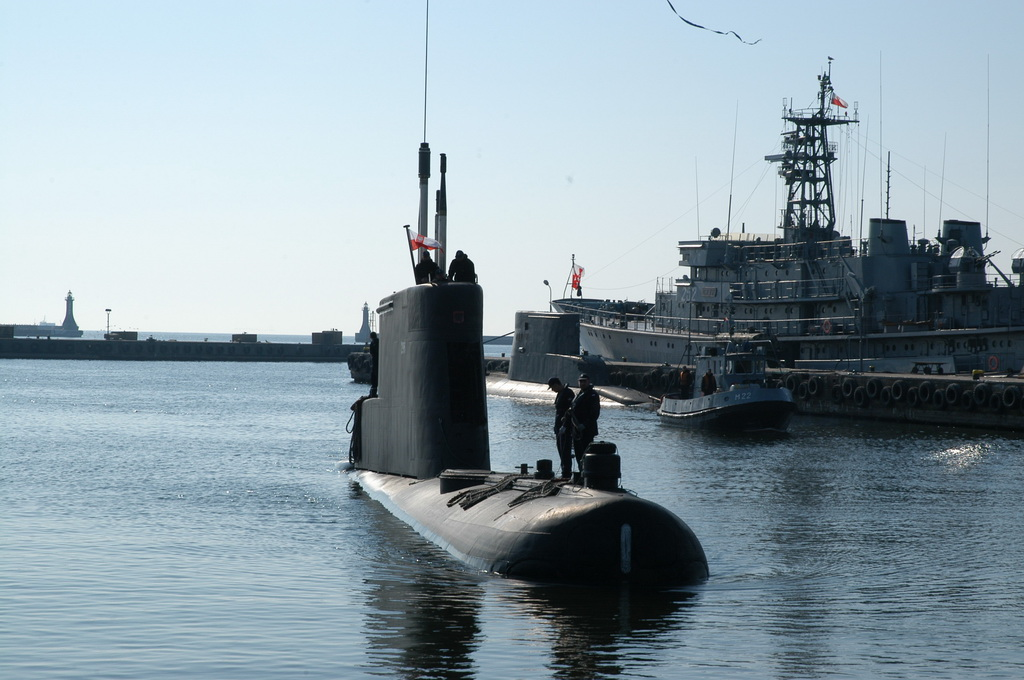
ORP „Bielik”

- podniesiono polską banderę na okręcie podwodnym ORP „Bielik”

8 września
- po przeprowadzonej inspekcji pododdziałów PKW w Iraku minister obrony narodowej Jerzy Szmajdziński podjął decyzję o zwiększeniu środków finansowych z przeznaczeniem na usprawnienie łączności oraz umożliwienie telefonicznego kontaktowania się polskich żołnierzy z rodzinami w kraju[15].

10 września
- Sejmowa Komisja Obrony Narodowej wystąpiła do premiera o zwiększenie budżetu MON na operację w Iraku w 2004 roku o ponad 300 min złotych[15].

17 września
- Komisja Obrony Narodowej dyskutowała na temat uchwały Sejmu zobowiązującej MON do przywrócenia stopni wojskowych i umundurowania wyjściowego z 1936 roku. Przywrócenia tego umundurowania domagała się Liga Polskich Rodzin[20].

19 września
- w związku z negatywnymi opiniami na temat jakości polskich kamizelek kuloodpornych rzecznik prasowy MON płk Eugeniusz Mleczak wydał oświadczenie w tej sprawie[15].

21 września
- w 1 Mazurskiej Brygadzie Artylerii przeprowadzono ćwiczenia dowódczo-sztabowe na temat: „Planowanie i organizowanie działań taktycznych oraz doskonalenie zasad wsparcia ogniowego”[20]
- rzecznik prasowy MON płk Eugeniusz Mleczak poinformował, że polscy żołnierze otrzymają od Amerykanów nieodpłatnie 3700 kamizelek kuloodpornych i hełmów z kevlaru[20]

22–26 września
- żołnierze Wielonarodowego Korpusu Północ-Wschód zdawali test tzw. przejściowej gotowości operacyjnej[20]

23 września
- Wielonarodowa Dywizja C-P, dowodzona przez gen. dyw. Andrzeja Tyszkiewicza, przejęła kontrolę nad Nadżafem, ostatnią z pięciu prowincji sektora centralno-południowego[20]

25 września
- ukazał się komunikat rzecznika prasowego MON w sprawie przygotowań II zmiany Polskiego Kontyngentu Wojskowego w Iraku. Podstawę kontyngentu stanowiły pododdziały 11 Dywizji Kawalerii Pancernej, 6 Brygady Desantowo-Szturmowej, 25 Brygady Kawalerii Powietrznej i 10 Brygady Logistycznej. Dowódcą zmiany został gen. dyw. Mieczysław Bieniek[15].

27 września
- patrol 1 Batalionowej Grupy Bojowej podczas próby zatrzymania do kontroli grupy 12 Irakijczyków został ostrzelany ogniem z broni ręczne. W wyniku wymiany ognia jeden z Irakijczyków został ciężko ranny i zmarł po przewiezieniu do szpitala. Drugi zatrzymany mężczyzna został przesłuchany przez oficera kontrwywiadu WDCP i został przekazany miejscowej policji[15].
- Porucznik Radosław Nowotny i porucznik Marcin Urbańczyk z S-2 1 Batalionowej Grupy Bojowej udali się na posterunek policji w Abu Gharak w celu potwierdzenia informacji o znalezionych w tym rejonie rakietach. Od komendanta policji dowiedzieli się o trzech rakietach leżących na wraku wyrzutni. Nazajutrz dowódca 1 bgb wysłał patrol saperski we wskazane miejsce. Na wyrzutni znaleziono trzy rakiety przeciwlotnicze Roland-2, kolejną zaś – około 1 km od nich. 1 października patrol saperski porucznika Jacka Bednarza zdetonował je na miejscu. Rozpowszechnienie informacji, że rakiety zostały wyprodukowane w 2003 roku, było przyczyną incydentu dyplomatycznego[15].

27 września
- 78 pułk rakietowy Obrony Powietrznej w Mrzeżynie otrzymał sztandar[17].

28 września
- dowódca Wojsk Lądowych gen. broni Edward Pietrzyk wręczył komendantowi Centrum Szkolenia Wojsk Lądowych im. Stefana Czarnieckiego w Poznaniu sztandar[20]
- na poligonie w Orzyszu pododdziały 15 Giżyckiej Brygady Zmechanizowanej doskonaliły się w pokonywaniu przeszkody wodnej
- w 1 Korpusie Zmechanizowanym odbyła się pierwsza robocza narada przedstawicieli Sztabu Generalnego WP, korpusu i oficerów Sojuszniczego Dowództwa Transformacji z Norfolk, której celem było zapoznanie się z bazą koszarową mającego powstać natowskiego centrum szkolenia[20]

## Październik
3 października

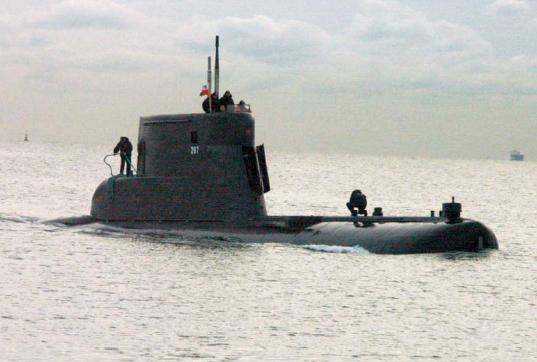
ORP „Kondor”

- dowódca Wielonarodowej Dywizji Centrum-Południe gen. dyw. Andrzej Tyszkiewicz stwierdził że: nie da się ustalić roku produkcji francusko-niemieckich rakiet przeciwlotniczych „Roland”, które żołnierze polscy zniszczyli w Iraku[20]

5 października
- ORP „Flaming” powrócił do portu macierzystego po wykonywaniu zadań w składzie sił obrony NATO MCM FORNORTH

13 października
- w Sztabie Generalnym został opracowany „Raport w sprawie znalezienia i zniszczenia w Iraku rakiet przeciwlotniczych typu Roland oraz rozpowszechniania informacji na ten temat”. Z raportem zapoznał się prezes Rady Ministrów Leszek Miller[20].

17 października
- minister obrony narodowej Jerzy Szmajdziński powitał żołnierzy GROM, którzy zakończyli misję w ramach operacji „Iracka Wolność”[20]

20 października
- podniesiono banderę i nadano imię okrętowi podwodnemu ORP „Kondor”

22 października
- minister obrony narodowej Jerzy Szmajdziński wydał decyzję o utworzeniu Dowództwa Operacyjnego
- w Ośrodku Szkolenia na Potrzeby Sił Pokojowych pożegnano dwudziestą zmianę Polskiego Kontyngentu Wojskowego UNIFIL, wystawioną przez Pomorski Okręg Wojskowy[20]

23 października
- Departament Zaopatrywania Sił Zbrojnych po raz kolejny unieważnił przetarg na radiolinie dla jednostek Wojsk Lądowych oraz Wojsk Lotniczych i Obrony Powietrznej[20]

28 października
- w 3 pułku drogowo-mostowym przeprowadzono seminarium wojsk inżynieryjnych poświęcone planowaniu zadań wsparcia inżynieryjnego operacji. Udział wzięli oficerowie polscy, duńscy, niemieccy, słowaccy i litewscy[20].

## Listopad
4 listopada
- 6 batalion desantowo-szturmowy w Gliwicach otrzymał imię generała dywizji Edwina Rozłubirskiego[25]

6 listopada
- o godzinie 8:10 w pobliżu miejscowości Al-Musajjib został ostrzelany polski konwój złożony z czterech samochodów (16 żołnierzy), powracający do Karbali z uroczystej promocji w bazie „Dogwood” żołnierzy Irackiego Korpusu Obrony Cywilnej. Oficer 1 Brygadowej Grupy Bojowej major Hieronim Kupczyk został ciężko ranny w szyję. Zmarł po przewiezieniu do szpitala na terenie bazy „Lima” w Karbali[15]. Szef Sztabu Generalnego zapowiedział zmiany w taktyce polskich żołnierzy stacjonujących w tym kraju[26].

9–11 listopada
- W niemieckim ośrodku w Hammelburgu została przeszkolona pierwsza grupa polskich żołnierzy w zakresie obsługi i eksploatacji transporterów opancerzonych M113[26]

11 listopada
- oficerowie WLOP, wchodzący w skład grupy dowodzenia Siłami Powietrznymi NATO z bazy w Ramstein w Niemczech, wzięli udział w ćwiczeniach Wielonarodowego Połączonego Zgrupowania Operacyjnego pod kryptonimem „Allied Action 2003”[26]

16 listopada
- zastępca szefa Sztabu Generalnego, gen. broni Mieczysław Cieniuch, poinformował, że Polski Kontyngent Wojskowy w Kosowie zostanie zredukowany o połowę, zaś wielkość pododdziału w siłach SFOR pozostanie bez zmian[26]

24 listopada
- do Marynarki Wojennej został wcielony nowy okręt podwodny. Nadano mu imię ORP „Bielik”

26 listopada
- Wielonarodowa Dywizja Centrum-Południe otrzymała nowe zadanie związane z formowaniem jednostek Irackiego Korpusu Obrony Cywilnej – utworzenia dowództwa brygady IKOC[15].

29 listopada
- w okolicach Lutafiji o 14:15 nieznani sprawcy ostrzelali z granatników przeciwpancernych i broni strzeleckiej dwa pojazdy, którymi przemieszczało się ośmiu agentów hiszpańskiego wywiadu. Po kilkunastominutowej wymianie ognia siedmiu z nich poniosło śmierć, jeden zdołał się uratować. W rejon zdarzenia skierowano siły szybkiego reagowania Wielonarodowej Dywizji Centrum-Południe, śmigłowiec ewakuacji medycznej oraz dwa śmigłowce osłony z 3 BGB. Sprawców nie ujęto[15].

30 listopada
- w wyniku ulewy zostało zalane obozowisko bazy „Alpha”, W związku z tym podjęto decyzję o przyspieszeniu dostawy kontenerów mających zastąpić namioty. Mamy ich otrzymać około tysiąca – powiedział „Newsweekowi Polska” oficer prasowy polskiego dowództwa płk Leszek Laszczak. Na razie na miejsce dotarło 61 włoskich kontenerów, W drodze jest następnych 450 kontenerów, a 400 kolejnych czeka na odprawę na granicy tureckiej[15].

## Grudzień
- 3 grudnia

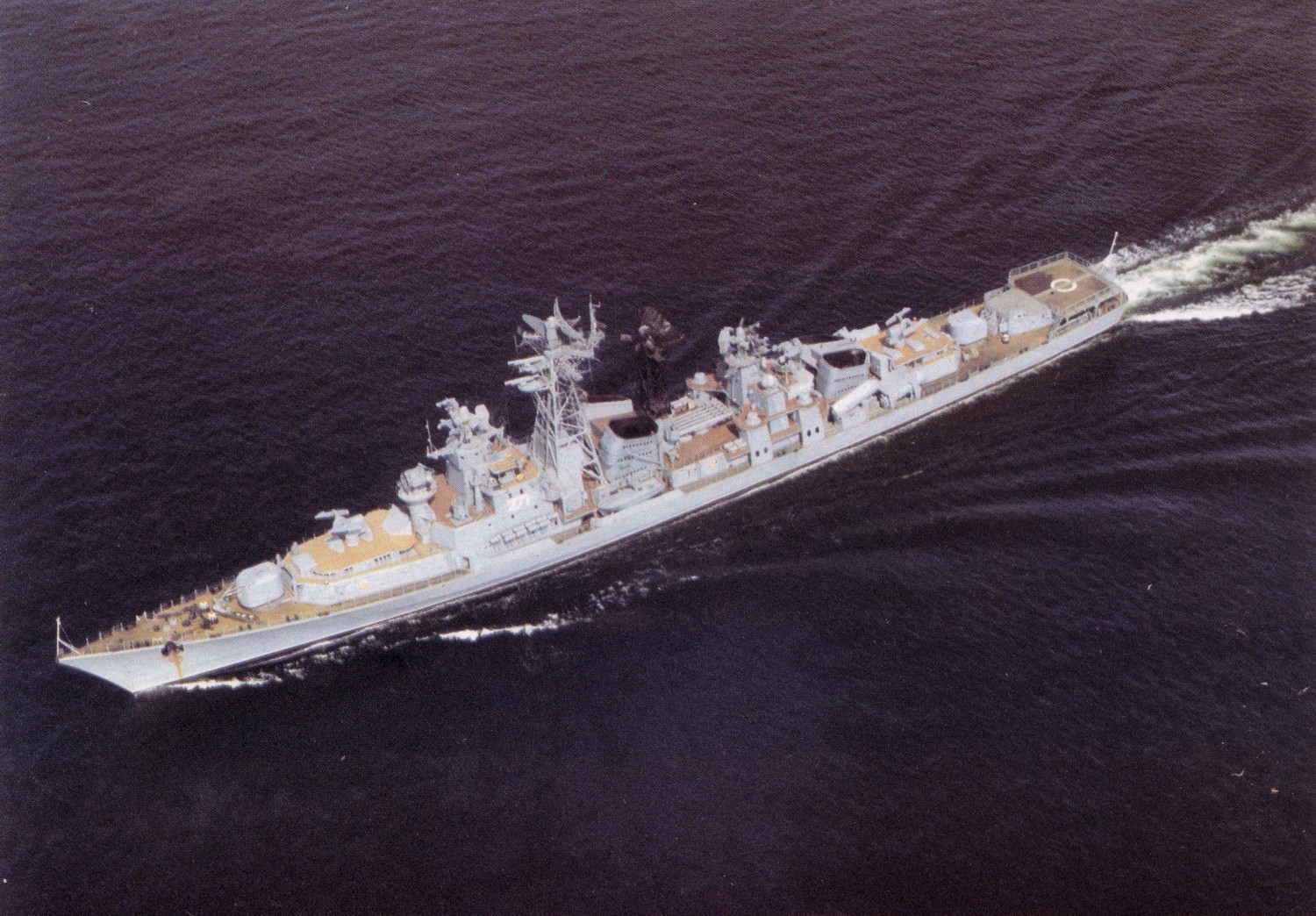
ORP „Warszawa”

- premier Leszek Miller podpisał rozporządzenie określające liczbę stanowisk służbowych w poszczególnych korpusach osobowych kadry WP. W siłach zbrojnych utworzono 27 500 etatów oficerskich, 46 650 podoficerskich, 17 000 szeregowych zawodowych[26]
- zarządzeniem Ministra Obrony Narodowej, w SZ RP utworzono 16 korpusów osobowych[26]

4 grudnia
- pod Warszawą rozbił się śmigłowiec Mi-8 z 36 Specjalnego Pułku Lotnictwa Transportowego „Obrońców Warszawy” pilotowany przez ppłk. dypl. pil. Marka Miłosza. Na pokładzie śmigłowca był m.in. premier Leszek Miller

5 grudnia
- obradująca we Wrocławiu Rada Wyższego Szkolnictwa Wojskowego i Nauki zapoznała się z koncepcją kształcenia żołnierzy w latach 2005–2010. Pierwszy wariant zakładał utrzymanie dotychczasowej struktury resortowego szkolnictwa, drugi proponował utworzenie w Akademii Obrony Narodowej wydziału Marynarki Wojennej, a w Akademii Marynarki Wojennej – Wydziału Wojsk Lądowych, a trzeci zakładał, by oficerowie kształcili się jedynie w Rembertowie, a szkoły wyższe stałyby się centrami szkolenia[26]
- opuszczono banderę na niszczycielu rakietowym ORP „Warszawa”

10 grudnia
- rozformowano 36 batalion radiotechniczny, a na jego bazie powstał 32 Ośrodek Dowodzenia i Naprowadzania[26]
- zarejestrowano Fundację Pomocy Poszkodowanym w Wojskowych Operacjach Pokojowych poza Granicami Polski oraz Ich Rodzinom SERVI PACIS

11 grudnia
- gen. dyw. Leszek Chyła przestał dowodzić Pomorskim Okręgiem Wojskowym; na stanowisko dowódcy Pomorskiego Okręgu Wojskowego wyznaczony został gen. dyw. Zbigniew Głowienka

12 grudnia
- około 5:50 patrol saperski z 1 Batalionowej Grupy Bojowej został zaatakowany na drodze około 4 km na południe od miasta Al-Mafrawil z użyciem improwizowanego urządzenia wybuchowego. Dwóch polskich żołnierzy zostało rannych[15].

22 grudnia
- w godzinach wieczornych w Polskim Kontyngencie Wojskowym na terenie bazy w Karbali podczas rutynowego czyszczenia broni został postrzelony przez kolegę żołnierz z 12 Brygady Zmechanizowanej – st. szer. ndt. Gerard Wasielewski. Zmarł po przewiezieniu do szpitala
- bazę „Alpha” odwiedził prezydent Aleksander Kwaśniewski. Szczegóły wizyty były objęte ścisłą tajemnicą. Poinformowano o niej jedynie kilku oficerów z Biura Ochrony Rządu. Wizyta Prezydenta RP była dla żołnierzy WDCP miłym zaskoczeniem[15].

26 grudnia
- 2 km na południe od Al-Mahawil o 0:25 dwudziestoosobowy patrol polskich żołnierzy z 1 BGB został zaatakowany z użyciem improwizowanego urządzenia wybuchowego, a następnie ostrzelany ogniem z granatnika przeciwpancernego i broni strzeleckiej. Uszkodzeniu uległ jeden z pojazdów, a st szer. Łukasz Wojciechowski z 10 Brygady Kawalerii Pancernej oraz st kpr. Włodzimierz Wysocki z 4 Pułku Przeciwlotniczego zostali ranni[15].
- I zastępca szefa Sztabu Generalnego generał broni Mieczysław Cieniuch stwierdził, że w polskiej strefie dochodzi do około dziesięciu incydentów dziennie. Powiedział, że kontyngent liczący dotychczas 2469 osób zostanie powiększony o 12 wojskowych. Zmieni się też jego struktura[15].

26–27 grudnia
- 1 BGB przeprowadziła w okolicach Al-Mahawil operację „Świt”. Jej celem było zatrzymanie osób podejrzanych o działalność terrorystyczną. W czasie akcji zatrzymano 16 Irakijczyków, przeszukano 163 osoby, 26 domów i 73 pojazdy. Skonfiskowano 10 egzemplarzy broni strzeleckiej, 4 granaty ręczne, 32 zapalniki, proch strzelniczy oraz amunicję strzelecką[15].